# Winfield (cigarette)
Pour les articles homonymes, voir Winfield.
Winfield est une marque de cigarettes vendue notamment en Australie et en Nouvelle-Zélande.
Elles sont manufacturées sous licence de British American Tobacco. La marque existe en Australie depuis 1972.
Il existe plusieurs mélanges de tabac Winfield. En France, par exemple, on trouve le paquet rouge (Winfield « originals »), le bleu (Winfield « light »), le vert (Winfield « menthol ») et le tabac à rouler. 
En raison de son succès dans ce pays, la marque Winfield utilise l'image de l'Australie pour faire sa promotion[réf. nécessaire].
En Belgique, la marque a changé de nom pour Pall Mall.

## Winfield et les sports mécaniques
Winfield était un sponsor majeur du sport en Australie jusqu'à ce qu'il soit interdit par la loi de 1992 sur l'interdiction de la publicité sur le tabac, qui interdisait toute publicité et parrainage pour le tabac à partir de décembre 1995. Certaines exemptions limitées ont été accordées pour le Grand Prix d'Australie et l'Australian Open Golf, c'est pourquoi Winfield a été vu au Grand Prix d'Australie en 1998 et 1999 alors qu'il était le sponsor en titre de l'équipe Williams F1.
Winfield était le sponsor principal de l' équipe Williams F1 en 1998 et 1999. Le parrainage faisait partie de l'accord signé par Williams avec la société mère de Winfield, Rothmans International, dont la marque phare avait sponsorisé l'équipe championne du monde à plusieurs reprises depuis 1994. Parmi les pilotes qui ont couru sous les couleurs de Winfield pour Williams figuraient l'ancien champion du monde Jacques Villeneuve et l'ancien champion de la série IndyCar Alex Zanardi. L'arrangement a pris fin après la saison 1999, car British American Tobacco avait acheté Rothmans International, et puisqu'ils étaient déjà propriétaires de leur propre opération de Formule 1, ils ont plutôt choisi de concentrer leur sponsoring sur leur propre équipe.
De 1992 à 1995 , Winfield a été le sponsor titre de l'équipe australienne de course automobile Gibson Motorsport. Parmi les faits saillants, Mark Skaife a remporté deux championnats australiens de voitures de tourisme en 1992 et 1994 , ainsi que le championnat australien des pilotes en 1992 et 1993 . Skaife et Jim Richards ont également remporté le Bathurst 1000 1992.
Winfield a également sponsorisé l'écurie Honda dans le championnat australien de Superbike de 1986 à 1995. Malcolm Campbell a remporté les éditions 1986, 1989 et 1990 sur les motos Honda VFR750F et Honda VFR750R sponsorisées par Winfield et plus tard Troy Corser et Anthony Gobert remporteront également les éditions 1994 et 1995 avec leurs motos Honda RC30 et Honda RC45. Après l'adoption de la loi de 1992 sur l'interdiction de la publicité sur le tabac, Winfield n'a plus parrainé l'équipe.
Winfield a également parrainé le championnat du monde de Superbike régulier en 1994 et 1995, ainsi que le Winfield Triple Challenge annuel à Eastern Creek chaque janvier entre 1992 et 1995.

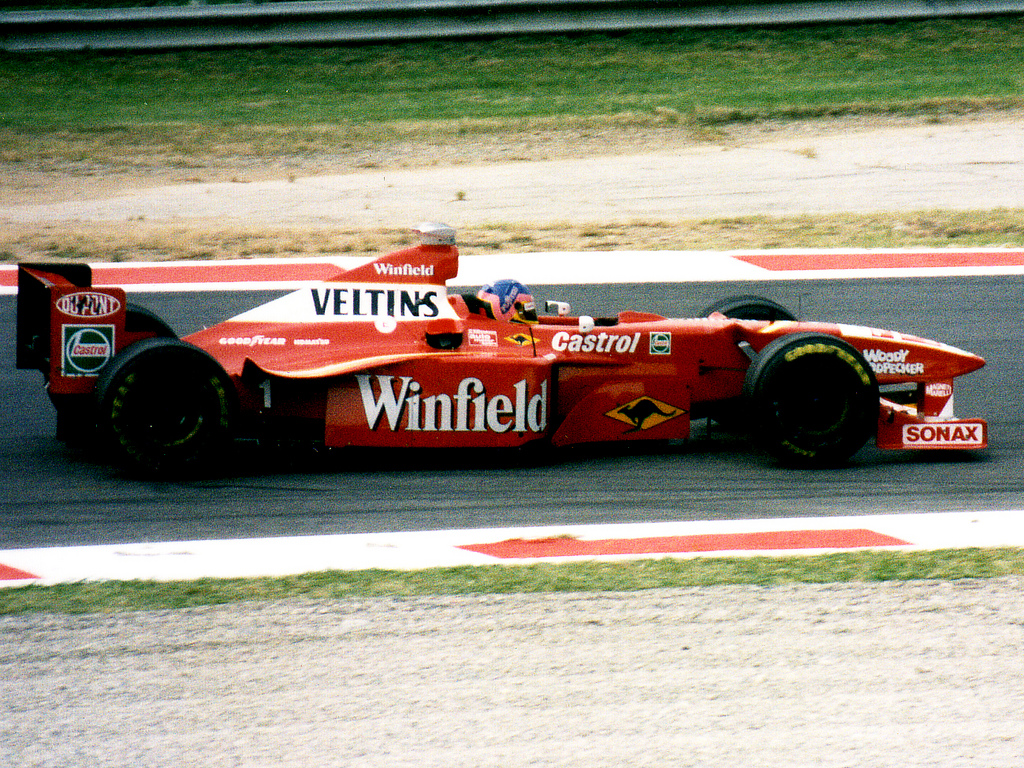
La Williams FW20 de Jacques Villeneuve en 1998.
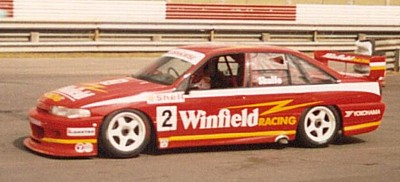
La Holden Commodore VP en 1994.
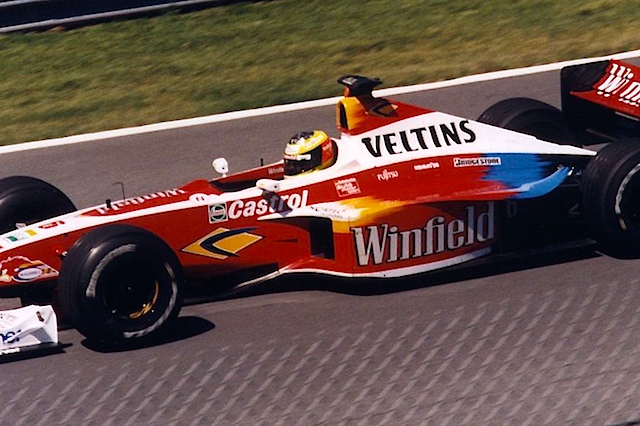
La Williams FW21 de Ralf Schumacher en 1999.